# Levent, Söğütlü
Levent là một xã thuộc quận Söğütlü, tỉnh Sakarya, Thổ Nhĩ Kỳ. Dân số thời điểm năm 2008 là 380 người.